# Зубан
Зубан (Dentex dentex) е вид бодлоперка от семейство Sparidae. Видът е уязвим и сериозно застрашен от изчезване.

## Разпространение и местообитание
Разпространен е в Албания, Алжир, Босна и Херцеговина, България, Великобритания, Гибралтар, Гърция, Египет, Западна Сахара, Израел, Ирландия, Испания (Канарски острови), Италия, Кипър, Либия, Ливан, Малта, Мароко, Монако, Португалия (Мадейра), Румъния, Сирия, Словения, Тунис, Турция, Украйна, Франция, Хърватия и Черна гора.
Обитава пясъчните дъна на океани и морета. Среща се на дълбочина от 36 до 200 m, при температура на водата от 9,7 до 17,6 °C и соленост 35,2 — 38 ‰.

## Описание
На дължина достигат до 1 m, а теглото им е максимум 14,3 kg.